# Zakaria El Azzouzi
Zakaria El Azzouzi (in arabo زكريا العزوزي‎?; Rotterdam, 7 maggio 1996) è un calciatore marocchino con cittadinanza olandese, centrocampista svincolato.

## Carriera

### Nazionale
Ha giocato nelle nazionali giovanili marocchine Under-17 ed Under-20.